# Dolenje Skopice
Dolenje Skopice so naselje v Občini Brežice.

## Prebivalstvo
Etnična sestava 1991:
- Slovenci: 215 (98,2 %)
- Hrvati: 2
- Neznano: 2